# 米其林

米其林公司舊標誌

米其林公司（法語：Compagnie Générale des Établissements Michelin，法語發音：[miʃlɛ̃]）是一家總部設於法國克莱蒙费朗的輪胎生產商，該公司是世界最大的輪胎製造商，以《米其林指南》馳名。其标志上的人形吉祥物名为“必比登”。

## 历史與概要
1889年5月28日，米其林兄弟安德烈（1853－1931）和爱德华（1859－1940）创立了公司，制造自行车和马车用轮胎。19世纪90年代以前还没有汽车用的轮胎。为演示可卸式气胎能成功地用于汽车上，米其林兄弟装配了一辆在轮圈上用螺栓固定有这种轮胎的汽车，参加了1895年举行的巴黎—波尔多公路汽车比赛。虽未赢得胜利，却引起公众对充气汽车轮胎的兴趣。他们的公司成为欧洲主要的轮胎生产厂家，1948年，米其林首创钢丝子午线轮胎；1906年，公司在意大利都靈建立了第一家国外工厂，如今已发展到许多国家。1951年改组为控股公司，除生产轮胎外，还制造其他橡胶制品和合成橡胶。
米其林公司还出版国际旅游指南丛书，通称“米其林指南”以及一系列公路地图。安德烈倡议出版指南丛书意在推动汽车旅游从而支持他的轮胎工业。1988年，米其林購入美國輪胎公司百路馳（B.F. Goodrich），1990年購入尤尼罗尔公司（品牌“永耐驰”）。此外，米其林曾在1934年至1976年擁有雪鐵龍和回力。
1900年，米其林公司出版的第一部“红皮指南”是法国的旅游指南，该书是袖珍型，列有依字母顺序排列、可提供旅馆和车场服务的法国大小名城和胜地，并附有标准等级符号。为此，米其林甚为驰名。如今这套评级系统已经扩大到指示住宿舒适的水平（从豪华型到经济型），以及是否有游泳池、花园、网球场和空调等设施。“红皮指南”中还列有饭店的等级，除用三星标出若干可提供“特殊饮食旅游”服务水平的一流饭店外，也列有可供经济实惠饮食的餐馆。1957年公司开始发行西欧各国的红皮旅游指南，如西班牙与葡萄牙、意大利、英国与爱尔兰、比利时、荷兰、卢森堡以及德国。米其林指南丛书中除红皮指南最受欢迎外，还有“绿皮指南”，该书为旅游者提供有关博物馆、自然奇观、名胜古迹等详尽的信息。米其林还出版大量及其周详、资料齐全的地图。
米其林的白色人形標誌亦家傳戶曉，1898年法國里昂的展覽場一堆輪胎堆積如人型，引發愛德華·米其林的靈感，請畫家設計米其林公仔，宣傳海報上寫著古羅馬詩人賀拉斯的歌頌「NUNC est bibendum！」，意為「現在是乾杯祝賀的時刻」，這公仔就被命名為Bibendum。

## 一級方程式賽車
米其林於1984年前及2001年至2006年，曾為一級方程式賽車供應輪胎。著名車隊為雷諾車隊，在2006年，費爾南多·阿隆索駕駛配备米其林轮胎的賽車，得到生涯第二次F1世界冠軍。

## 膠輪路軌系統

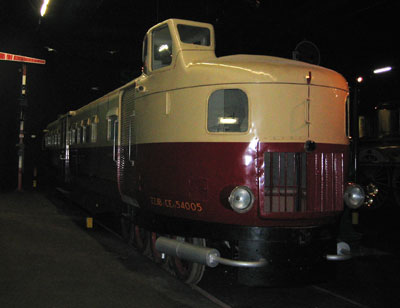
存放於法國米盧斯市列車博物館的米西林机车

米其林於1930年代自行研製了一系列应用于膠輪路軌系統的米西林机车，它們提供了空前的行駛平穩性，但另一方面膠輪的低負載量及設計技術的高複雜性等問題亦降低了其評價。1951年米其林與車輛製造商雷诺合作共同開發了專為市區集體客運而設計的膠輪動力分散式列車，最終採用此列車系統的地區除了法國本國外，還包括加拿大的蒙特婁地鐵、智利的聖地牙哥地鐵及墨西哥城地鐵。

## 管理层变动

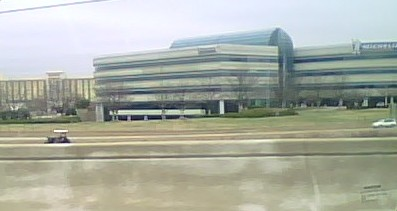
美国南卡罗莱纳格林维尔米其林北美总部.

1999年，公司CEO为爱德华·米其林(Édouard Michelin)。2006年5月26日，爱德华在布列塔尼森岛附近钓鱼时不幸溺水身亡，公司由首脑之一，他的表弟米歇尔·罗利耶（Michel Rollier）接管。2012年5月，公司CEO由让-多米尼克·塞纳尔（Jean-Dominique Senard）接替。

## 外部連結
- 官方网站
- 中国大陆米其林轮胎官方网页
- 台灣米其林轮胎官方網頁 （页面存档备份，存于）